# 再见皮佐

Addiopizzo标志

再见皮佐是意大利西西里的反黑手党运动，旨在打击西西里黑手黨的勒索，拒绝向黑手党缴纳保护费“皮佐”。

## 背景
黑手党每年从西西里巴勒莫地区的商店和企业勒索超过1.6亿欧元，据调查人员估计，全西西里支付的皮佐金额是这一数字的10倍。大约80%的西西里企业要支付皮佐。根据巴勒莫大学的数据，零售商平均每月要缴纳457欧元皮佐，酒店和餐馆要缴纳578欧元。而据《24小時太陽報》报道，建筑公司每月要缴纳2000多欧元。
20世纪90年代，商人、活动家塔诺·格拉索开始带头打击敲诈勒索，他于1990年创立了意大利第一个反敲诈勒索协会——卡波多兰多商人和企业家协会（Associazione Commercianti ed Imprenditori Orlandini，A.C.I.O.）。巴勒莫商人利贝罗·格拉西是首批拒绝缴纳皮佐者之一。1991年1月，他在当地报纸《西西里日报》的头版刊登了一封公开信，收件人为“亲爱的敲诈者”，谴责了黑手党的敲诈勒索，并公开宣布自己拒绝支付保护费。这封信引起了轩然大波，同年晚些时候，格拉西遭到谋杀。

## 历史

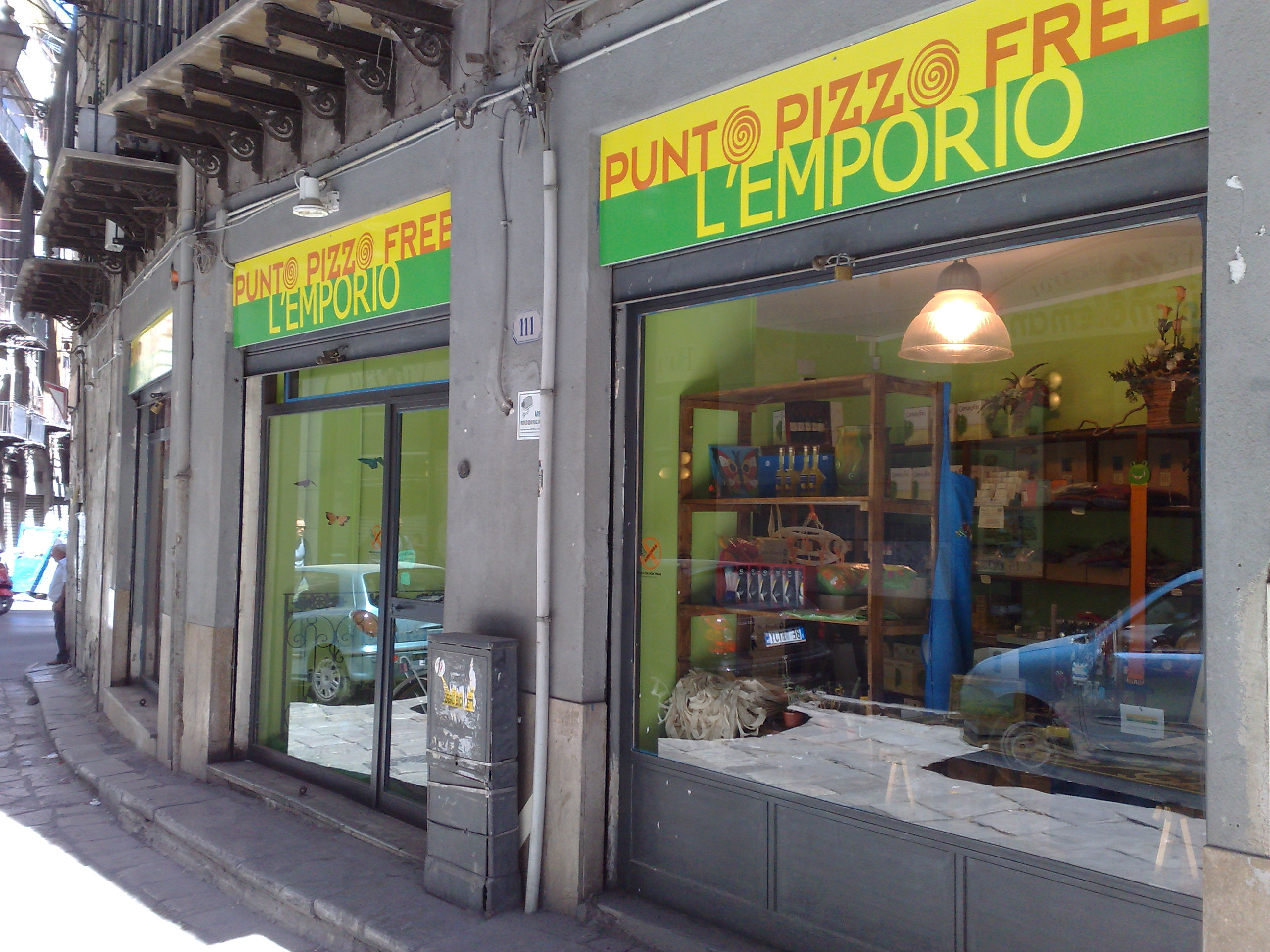
巴勒莫的一家“无皮佐”商店。

再见皮佐于2004年由五名想在巴勒莫开酒吧的毕业生成立。他们意识到自己将要向黑手党缴纳皮佐，于是决定组织起来反对黑手党。2004年8月29日，利贝罗·格拉西遇害周年纪念日，他们在巴勒莫市中心贴满了模仿讣告外观的贴纸，上面写着“一个交保护费的民族是没有尊严的民族”。
2007年，再见皮佐协会拥有210名商贩和企业家会员，超过9,000名消费者承诺只在“无皮佐”名单上的商店购物。再见皮佐在90多所学校和教育机构组织了活动，检察官和警察也参与其中。2006年5月，再见皮佐在巴勒莫的马焦内广场组织了“无皮佐”节。2008年3月，无皮佐商店“Punto Pizzofree”在巴勒莫开业。2012年，巴勒莫和卡塔尼亞分别有700家和100家公司遵守了再见皮佐协会的原则。由于舆论，黑手党没有进行报复。

## 类似组织
2006年，再见皮佐进驻卡塔尼亞，成立“再见皮佐卡塔尼亚”（Addiopizzo Catania）。2010年，再见皮佐进驻墨西拿，成立“再见皮佐墨西拿”（Addiopizzo Messina）。
2007年8月15日，德国杜伊斯堡的意大利餐厅“Da Bruno”门前有六人因光榮會派系冲突被杀，杀手共开枪54次。同年，柏林的一群意大利移民发起了反黑手党运动“黑手党？不，谢谢！”（Mafia? Nein danke!）。